# 朱載㙫
阜平懿簡王朱載㙫（？—1582年），明朝第一代阜平王，益恭王朱厚炫嫡四子。

## 生平
嘉靖三十八年（1559年）十月，明世宗遣武安伯鄭崑等為正使，翰林院修撰唐汝楫等為副使，持節冊封朱載㙫為阜平王，夫人李氏為阜平王妃。
萬曆十年（1582年）去世。萬曆十二年（1584年）五月，賜諡懿簡。萬曆十三年（1585年），其嫡長子朱翊鋌即位。

## 家庭

### 妻
- 李氏[1]

### 子孫
- 嫡長子：阜平王朱翊鋌[2]
- 第二子：鎮國將軍朱翊銜[4]
- 第三子：朱翊鐇，早卒未封[5]
- 第四子：朱翊鉌，早卒未封[5]
- 第五子：鎮國將軍朱翊錙[4]
  - 第一子：輔國將軍朱常𣶘[5]
  - 第二子：輔國將軍朱常溼[5]
  - 第三子：輔國將軍朱常𣸛[5]
- 第六子：鎮國將軍朱翊銓[4]
  - 第一子：輔國將軍朱常𣹕[5]
  - 第二子：輔國將軍朱常𭰮[5]
- 第七子：鎮國將軍朱翊鏼[4]
  - 第一子：輔國將軍朱常[5]
  - 第二子：輔國將軍朱常渭[5][6]
  - 第三子：輔國將軍朱常洸[5][6]
  - 第四子：朱常澃[5]
- 孫：輔國將軍朱常淛[6][7]
- 孫：輔國將軍朱常𣻟[6][7]
- 第八子：鎮國將軍朱翊⿰金肴[5]
- 第九子：鎮國將軍朱翊鏠[5]
  - 第一子：輔國將軍朱常汖[5]。妻丘慧貞，字法融，建昌府別駕丘蘭之女，她的詩多有佳作[8]
- 第十子：鎮國將軍朱翊鉤[5]
  - 第一子：輔國將軍朱常潽[5][6]
  - 第二子：輔國將軍朱常洯[5][6]
- 子：阜平王朱翊𨯵[可疑]

## 評價
温柔賢善（懿），平易不訾（簡）。